# Hohenbuehelia unguicularis
Hohenbuehelia unguicularis är en svampart som först beskrevs av Elias Fries, och fick sitt nu gällande namn av O.K. Mill. 1986. Hohenbuehelia unguicularis ingår i släktet Hohenbuehelia och familjen musslingar.  Arten är reproducerande i Sverige. Inga underarter finns listade i Catalogue of Life.